# Clinitrachus argentatus
La bavosella d'alga (Clinitrachus argentatus, spesso nota con il sinonimo Cristiceps argentatus) è un pesce di mare appartenente alla famiglia Clinidae, di cui è l'unico membro mediterraneo. È l'unico membro del suo genere.

## Distribuzione e habitat
È endemico del mar Mediterraneo con esclusione delle parti più meridionali. Si trova anche su un ristretto settore delle coste atlantiche marocchine. Nei mari italiani è comunissima.
Vive a piccolissima profondità su fondi duri coperti da fitti tappeti di alghe, tra le quali si mimetizza perfettamente.

## Descrizione
La testa è più appuntita che nei Blenniidae ed inoltre la pinna dorsale è divisa in due parti di cui la prima è inserita subito dietro gli occhi. Il corpo è appiattito lateralmente ed il peduncolo caudale è sottile. La seconda parte della pinna dorsale ha altezza crescente, così come la pinna anale, la pinna caudale è piccola e convessa. C'è un piccolissimo tentacolo sopra l'occhio.
La livrea è variabilissima, la tinta di fondo è frequentemente verde ma può variare a seconda del tipo di alghe tra cui l'animale risiede ed essere bruna, rossastra o violacea. C'è una fila di macchie argentate sui fianchi e, spesso, una stria scura sotto l'occhio.
Le dimensioni si aggirano sui 7-8 cm.

## Biologia

### Alimentazione
È carnivoro e la sua dieta è composta da piccoli invertebrati marini.

### Riproduzione
Non viene preparato un nido ma le uova, che sono adesive, vengono deposte, da più femmine, tra le alghe e poi vengono vigilate dal maschio. La deposizione avviene in primavera.

## Acquariofilia
Si alleva spesso negli acquari mediterranei ma, dato il suo comportamento criptico, non è un ospite vistoso.